# Cilindro (copricapo)

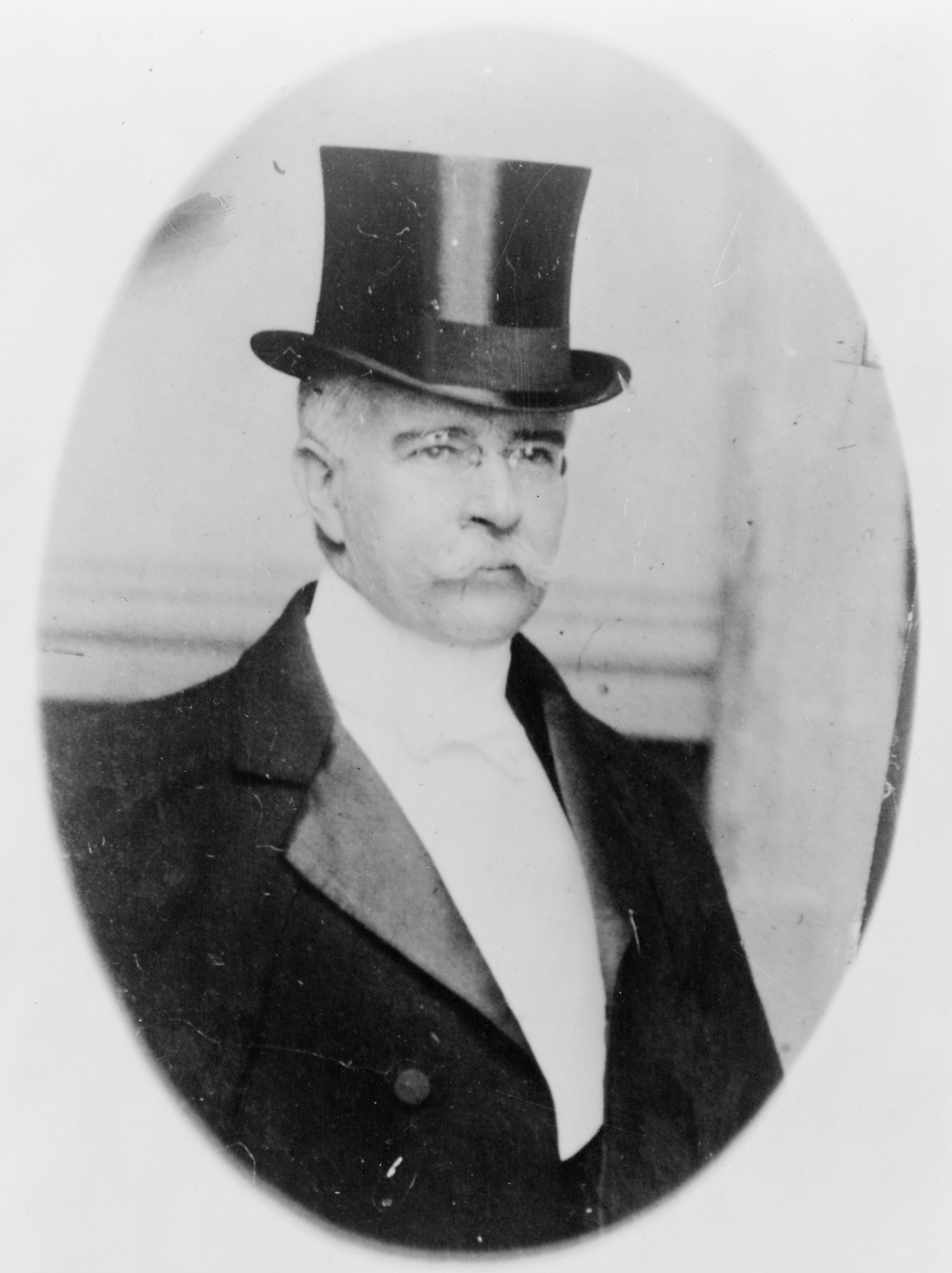
L'ex presidente messicano Francisco León de la Barra che indossa un cilindro.

Il cilindro, anche detto tuba o staio, è un tipo di cappello maschile elegante, usato nelle cerimonie o durante gli eventi formali.
Presenta una parte superiore alta, dalla linea generalmente deformata (con la parte centrale più stretta rispetto alla estremità) e dalla sommità uniformemente piatta; una fascia lucida od opaca corre intorno alla base dalla tuba, la tesa è ampia e rialzata ai lati. Nelle occasioni formali il cilindro è sempre di colore nero, in quelle mondane può essere di altri colori, generalmente grigio.
Caratteristico della moda maschile elegante dal XIX fino alla prima parte del XX secolo, cadde successivamente in disuso.

## Storia

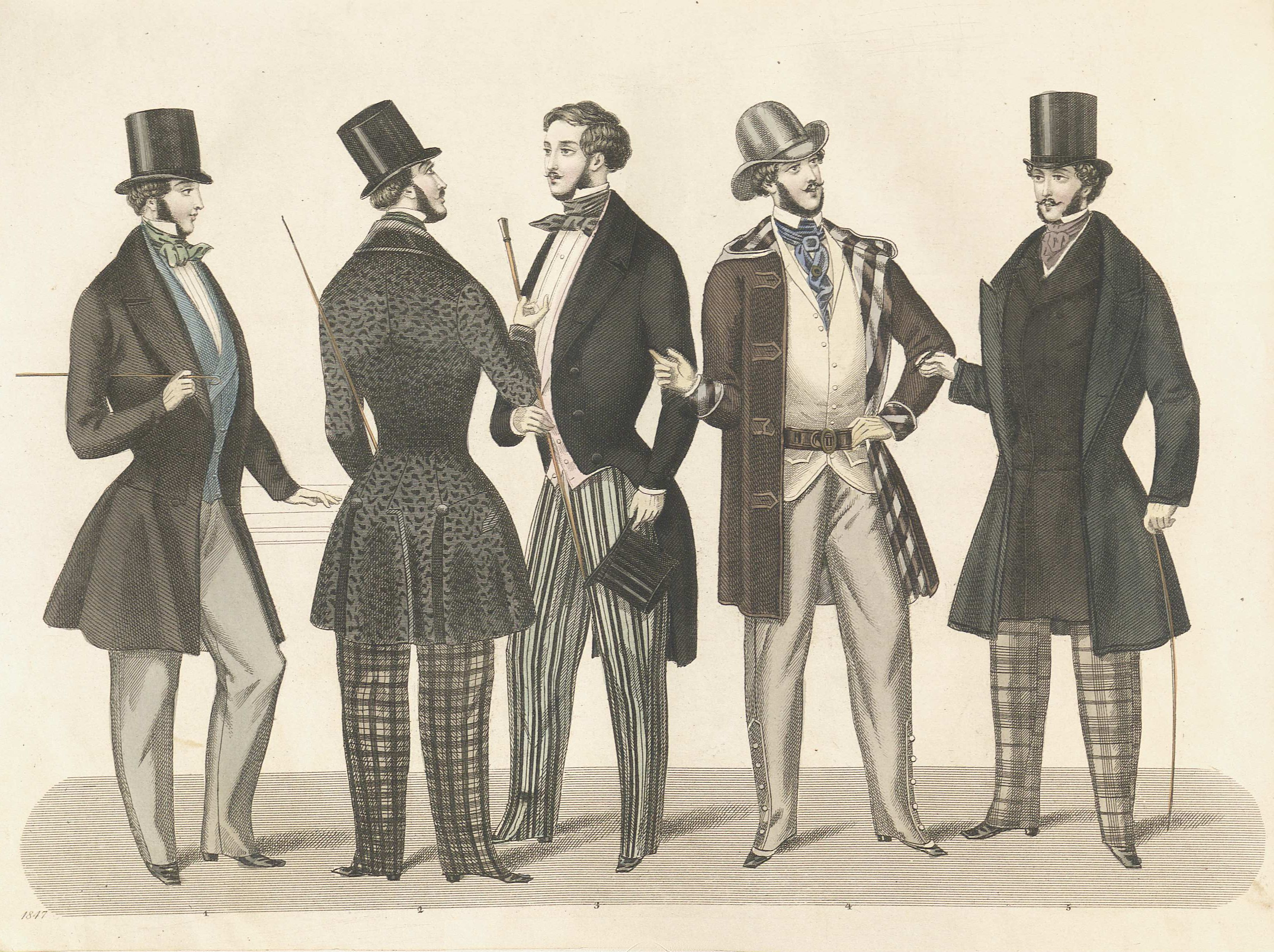
Cilindro, 1847.

Stando alle fonti, il cilindro fu ideato dagli inglesi prima del 1789. Altri affermano invece che fu il cappellaio di Londra Herrington a idearlo; quando questi lanciò il copricapo nel 1805, generò così tanto scalpore da venire tacciato dal Lord Mayor di disturbare l'ordine pubblico. Il cilindro odierno ha molti elementi in comune con lo stovepipe hat, particolarmente diffuso negli Stati Uniti durante il XIX secolo e popolarizzato dal presidente Abraham Lincoln. Questo tipo di cilindro è completamente dritto, ovvero non c'è differenza nella circonferenza tra la parte centrale e le estremità. Dapprima fatti in feltro ricavato dalla pelliccia di castoro, si iniziarono a fabbricare dei modelli in seta a partire dagli anni quaranta dello stesso secolo.
Tra l'Ottocento e il primo Novecento, il cilindro divenne uno dei cappelli più rappresentativi della Belle Époque. Il cilindro cominciò quindi ad essere associato alla borghesia, al ceto alto e al dandysmo, diventando bersaglio di satira e critiche sociali. Pur essendo meno adottato che in passato, continuò a resistere anni dopo la fine della prima guerra mondiale. Il cilindro ha persistito per molti anni in alcune aree, come in politica e nella diplomazia internazionale; all'epoca della neo-nata Unione Sovietica ci fu un dibattito riguardo all'abbigliamento che avrebbero dovuto adottare i diplomatici, ovvero se utilizzare o meno il cilindro. Seguendo le convenzioni internazionali, venne deciso che l'avrebbero dovuto indossare. Alla fine della seconda guerra mondiale anche i rappresentanti dell'Impero del Giappone alla cerimonia della resa ufficiale dell'impero indossarono dei cilindri alla maniera occidentale.
Il cilindro continua tuttora ad essere usato, seppur raramente, come parte dell'abbigliamento formale con abiti come il tight e il frac (mentre è sconsigliabile con lo smoking); oggigiorno vengono soprattutto prodotte imitazioni a basso costo per eventi particolari. Quelli più economici hanno infatti la forma stovepipe, ovvero dritta, e con la tesa non piegata ai lati, dato che piegarla correttamente per un mercato di massa sarebbe troppo costoso. Sono popolari nella sottoculture gotica, e steampunk; talvolta sono associati agli illusionisti.